# Six Flags Magic Mountain
Six Flags Magic Mountain is een pretpark in de Verenigde Staten. Het is gelegen in het Valencia district nabij Santa Clarita ten noorden van Los Angeles. Het park is een van de bekendste Six Flags-parken en is als enige park het hele jaar geopend. Het park bezit sinds 2012 het record van het meest aantal achtbanen in een pretpark.

## Geschiedenis
- 1969 - Newhall Land and Farm company besloot dat Californië een actiepretpark nodig had dat een concurrent moest worden voor Disneyland en Knott's Berry Farm. Ze maakten plannen voor de bouw in Valencia. De bouw begon in dit jaar en het park opende 2 jaar later. De bouw kostte $20.000.000.
- 1971 - Het park opende zijn deuren in het Memorial Day weekend op 29 mei 1971 als Magic Mountain. Het had van bij het begin 33 attracties en 500 medewerkers. Nu werken er in de zomer zo'n 3000 mensen. De toegangsprijs toen was slechts $5 voor volwassenen en $3,50 voor de kinderen.
- 1972 - Het park introduceert zijn nieuwe mascottes, 3 trollen en een tovenaar, respectievelijk: Bleep, Bloop, King Troll en The Wizard. Ook wordt er een nieuwe waterattractie toegevoegd, Jet Stream.
- 1973 - De tweede achtbaan werd gebouwd, Mountain Express. Deze coaster was een wildemuis-achtbaan.
- 1974 - Het park bouwt een nieuw complex dat later Back Street werd genoemd. Nieuwe attracties in deze zone waren Himalaya, Electric Rainbow en Tumble Drum.
- 1975 - The Grand Centennial Railway opent zijn deuren.
- 1976 - Er wordt een looping achtbaan gebouwd, Great American Revolution. Het is een van de allereerste looping achtbanen in de wereld die een 360°-draai kon maken en werkte. Eerst was er geen begroeiing rondom de attractie maar later werden bomen aangeplant zodat de bezoekers de rit niet zouden kennen.
- 1978 - De houten 2-baans achtbaan Colossus opent. Toen was dit de snelste, 2-baans achtbaan ter wereld. De achtbaan blijft het eerste seizoen in gebruik maar wordt dan gesloten voor verbeteringen. Hierna verliep de rit veel zachter.
- 1979 - Het park wordt aan Six Flags verkocht.
- 1980 - De naam wordt lichtjes gewijzigd in Six Flags Magic Mountain. Er worden enkele nieuwe grondattracties gebouwd.
- 1981 - De attractie Mountain Express wordt gesloten. Hier werd later Hurricane Harbor gebouwd. Er komt ook een nieuwe attractie bij, Roaring Rapids, ontworpen door Intamin AG.
- 1982 - De nieuwste attractie Freefall gaat open. Het is een achtbaan met een snelle val over 45°. Ook werd in dit jaar National Lampoon's Vacation gefilmd in het park.
- 1984 - Sarajevo Bobsleds is de nieuwste achtbaan. Het is een bobsleebaan zonder sneeuw en ijs. Het werd gebouwd naar aanleiding van de Olympische Winterspelen dat jaar. De achtbaan is vergelijkbaar met die in Six Flags Great Adventure.
- 1985 - De trollen en de tovenaar verdwijnen als mascottes. Children's World wordt omgevormd tot Bugs Bunny World.
- 1986 - Een nieuwe achtbaan maakt zijn intrede, Shockwave. De achtbaan is ontworpen door Intamin AG en is een stalen rechtopstaande achtbaan.
- 1987 - Z-force gaat open. Ook Back Street wordt opnieuw gethematiseerd. Andere attracties krijgen nieuwe namen.
- 1988 - De Jet Stream moet vanaf dit jaar zijn heuvel delen met Ninja, de nieuwste achtbaan. Ook sluit Sarajevo Bobsleds en verhuist naar Six Flags Over Texas.
- 1989 - Tidal Wave gaat open. De bezoekers worden in grote boten naar boven gelift, vallen en krijgen een grote golf water op zich. Ook worden de bezoekers op de brug van de uitgang een hele splash water over hun.
- 1990 - Shockwave verhuist naar Six Flags Great Adventure. Viper opent zijn deuren. De achtbaan gaat aan 112 km/h over de rails. Het heeft 3 loopings en heeft een hoogte van 57 m.
- 1991 - Er wordt een nieuwe houten achtbaan ingewijd, Psyclone.
- 1992 - Opnieuw opent een nieuwe achtbaan, Flashback.
- 1993 - Yosemite Sam Sierra Falls is de nieuwste waterattractie.
- 1994 - Z-force wordt verwijderd. Er wordt een nieuwe attractie gebouwd op deze plek, Batman the Ride.
- 1995 - Het nieuwe waterpark opent zijn deuren in juni. Het park heet Hurricane Harbor.
- 1996 - En weer worden er 2 nieuwe achtbanen gebouwd, Superman: Escape from Krypton (door technische problemen opent deze attractie pas in 1997) en Dive Devil, een skycoaster.
- 1998 - Er wordt een nieuwe achtbaan ingehuldigd, Riddler's Revenge. Het park wordt verkocht aan Premier Parks.
- 2000 - Er wordt een mega-achtbaan in gebruik genomen. De attractie is 72 meter hoog en heet Goliath.
- 2001 - Er waren 3 nieuwe achtbanen voorzien maar slechts eentje opende direct, Goliath Jr., een stalen kinderachtbaan. De andere 2, "Déja Vu" en "X" openden later. Déja Vu op het einde van het seizoen 2001 en X in 2002.
- 2003 - Flashback wordt afgebroken. Scream wordt geopend. Dit is een nieuwe achtbaan.
- 2006 - Tatsu is de nieuwe achtbaan. Hierdoor heeft het park 17 achtbanen gehad.
- 2007 - De attractie Psyclone wordt verwijderd. Er worden nieuwe treintjes toegevoegd aan "X". Ook werd het park als door een wonder gespaard gedurende de hevige bosbranden in Californië in oktober 2007. De branden waren extreem dicht genaderd maar zijn langs het park geraasd. ´X´ wordt voor 10 miljoen dollar vernieuwd en er komen muziekeffecten bij. 4th dimension wordt 5th dimension.
- 2008 - X² opent zijn deuren. (Deze achtbaan was voorheen gekend als 'X' maar werd gerenoveerd.) De achtbaan is nu de eerste 5-dimensionale achtbaan ter wereld.
- 2011 - Green lantern: First Flight opent. Het is een Intamin zacspin coaster.
- 2013 - Full Throttle opent. Deze achtbaan heeft een van de grootste loopings ter wereld.
- 2014 - De Colossus sluit op 26 augustus. Vlak hierna brandt de top van de achtbaan af.
- 2015 - Colossus heropent als Twisted Colossus. Scream! krijgt een verfbeurt. De baan is voortaan helemaal blauw en de statorens zijn oranje.
- 2016 - Revolution heropent als The New Revolution.
- 2017 - Justice League: Battle for Metropolis opent. Green Lantern: First Flight sluit onaangekondigd in de zomer.
- 2018 - CraZanity opent. Met deze attractie haalt men een van de grootste Frisbee attracties ter wereld in huis.
- 2019 - Green Lantern: First Flight wordt verwijderd uit het park na twee jaar stilstand.
- 2020 - West Coast Racers stond gepland om te openen in 2019, maar opende niet eerder voor het publiek dan januari 2020.
- 2022 - Wonder Woman Flight of Courage, een Single Rail achtbaan van Rocky Mountain Constructions, opende in het park. Het park is hierdoor het eerste park ter wereld met in totaal 20 draaiende achtbanen in het park.[1]

## Bosbranden
De bosbranden in Californië van 2007 die het zuiden van Californië in hun greep hadden, hadden ook het park bedreigd. Het vuur naderde tot enkele kilometers maar nam dan een weg omheen het park. Het vuur raasde richting Stevenson Ranch.

## Achtbanen

### Huidige achtbanen
| Naam | Jaar opening | Bouwer                       | Type                                          |
| --- | ------------ | ---------------------------- | --------------------------------------------- |
| Goldrusher                                                                                                  | 1971         | Arrow Dynamics               | Mijntreinachtbaan                             |
| Magic Flyer (Goliath Jr (2001), (Wile E. Coyote Coaster 1985), (Clown Coaster 1971), (Percy's Railway 2009) | 1971         | Bradley & Kaye               | Junior Stalen achtbaan                        |
| The New Revolution                                                                                          | 1976         | Anton Schwarzkopf            | Stalen achtbaan                               |
| Ninja | 1988         | Arrow Dynamics               | Hangende achtbaan                             |
| Viper | 1990         | Arrow Dynamics               | Stalen achtbaan                               |
| Batman: The Ride                                                                                            | 1994         | B&M                          | Omgekeerde achtbaan                           |
| Superman: Escape from Krypton                                                                               | 1997         | Intamin AG                   | Stalen achtbaan                               |
| Riddler's Revenge                                                                                           | 1998         | B&M                          | Stalen staande achtbaan                       |
| Canyon Blaster                                                                                              | 1999         | Miler Coaster Company        | Junior achtbaan                               |
| Goliath | 2000         | Giovanola                    | Stalen hypercoaster                           |
| X2 | 2002         | Arrow Dynamics               | Vierdimensionale achtbaan (aangepast in 2007) |
| Scream! | 2003         | B&M                          | Stalen vloerloze achtbaan                     |
| Tatsu | 2006         | B&M                          | Vliegende achtbaan                            |
| Apocalypse the Ride                                                                                         | 2009         | Great Coasters International | Houten achtbaan                               |
| Road Runner Express                                                                                         | 2011         | Vekoma                       | Kinderachtbaan                                |
| Full Throttle                                                                                               | 2013         | Premier Rides                | Gelanceerde looping achtbaan                  |
| Twisted Colossus                                                                                            | 2015         | Rocky Mountain Construction  | Tweeling hybride achtbaan                     |
| West Coast Racers                                                                                           | 2020         | Premier Rides                | Gelanceerde duellerende looping achtbaan      |
| Wonder Woman Flight of Courage                                                                              | 2022         | Rocky Mountain Construction  | Single rail achtbaan                          |

### Voormalige achtbanen
| Naam                        | Bouwer           | Type                                                          | Opening | Sluiting |
| --------------------------- | ---------------- | ------------------------------------------------------------- | ------- | -------- |
| Mountain Express            | Schwarzkopf      | Wildemuis-achtbaan                                            | 1973    | 1982     |
| Sarajevo Bobsleds           | Intamin AG       | Bobslee-achtbaan                                              | 1984    | 1986     |
| Shockwave                   | Intamin AG       | Stalen achtbaan                                               | 1986    | 1988     |
| Psyclone                    | Dinn Corporation | Houten achtbaan                                               | 1991    | 2006     |
| Flashback                   | Intamin AG       | Stalen achtbaan                                               | 1992    | 2007     |
| Déjà Vu                     | Vekoma           | omgekeerde shuttle-achtbaan (model: Giant Inverted Boomerang) | 2001    | 2011     |
| Green Lantern: First Flight | Intamin AG       | Vierdimensionale achtbaan                                     | 2011    | 2017     |

## Speciale Attracties
| Naam           | Bouwjaar | Type          | Bouwer         |
| -------------- | -------- | ------------- | -------------- |
| Jet Stream     | 1972     | Wildwaterbaan | Arrow Dynamics |
| Roaring Rapids | 1981     | Wildwaterbaan | Intamin AG     |
| Sky Tower      | 1971     | Uitkijktoren  | Intamin AG     |

### Voormalige speciale attracties
| Naam       | Bouwjaar | Sluitingsjaar | Type          | Bouwer         |
| ---------- | -------- | ------------- | ------------- | -------------- |
| Log Jammer | 1971     | 2011          | Wildwaterbaan | Arrow Dynamics |

## Attracties volgens openingsjaar
- 1971: Het park opent zijn deuren.
- 1972: Jet Stream; Bottoms Up wordt hernoemd naar Spin Out.
- 1973: Nieuwe attracties: Mountain Express, Swiss Twist, Jolly Monster, Scrambler, Billy the Squid wordt verwijderd.
- 1974: Nieuwe attracties: Electric Rainbow, Himalaya, Dragon, Tumble Drum.
- 1975: Nieuwe attractie: Grand Centennial Excursion Railroad.
- 1976: Nieuwe attractie: The Great American Revolution.
- 1977: Nieuwe attractie: Enterprise.
- 1978: Nieuwe attractie: Colossus.
- 1979: Nieuwe attractie: Revamp of Colossus, El Bumpo en Galaxy worden verwijderd.
- 1980: Nieuwe attractie: Buccaneer, Tumble Drum en Eagles Flight-El Dorado Side worden verwijderd.
- 1981: Nieuwe attracties: Roaring Rapids, Baile de las Flores, The Great American Revolution wordt hernoemd naar La Revolucion, Dragon, Mountain Express, Jolly Monster en 99 Steam Train worden verwijderd.
- 1982: Nieuwe attractie: Freefall.
- 1983: Nieuwe attractie: Swashbuckler.
- 1984: Nieuwe attractie: Sarajevo Bobsleds, in Colossus verandert de tweede baan in een achteruitversie.
- 1985: Children's World wordt hernoemd tot Bugs Bunny World en wordt opnieuw gethamtiseerd, Clown Coaster wordt hernoemd naar Wile E. Coyote Coaster, Grand Centennial Excursion Railroad wordt verwijderd.
- 1986: Nieuwe attractie: Shockwave, Grand Prix verandert van gas naar elektriciteit en wordt hernoemd naar Granny Grand Prix, Sarajevo Bobsleds wordt verwijderd.
- 1987: Nieuwe attractie: Z-Force, Electric Rainbow wordt hernoemd naar Turbo en Himalaya wordt hernoemd naar Subway, ten slotte wordt Enterprise hernoemd naar Reactor.
- 1988: Nieuwe attracties: Ninja en Condor, Funicular wordt hernoemd naar Orient Express, Baile de las Flores verhuisd naar Pirate's Cove en wordt hernoemd naar Jolly Roger, La Revolucion wordt hernoemd naar Revolution, Shockwave wordt verwijderd.
- 1989: Nieuwe attractie: Tidal Wave, Condor en Crazy Barrels worden verwijderd.
- 1990: Nieuwe themazone: Baja Ridge, nieuwe attractie: Viper.
- 1991: Nieuwe attractie: Psyclone, nieuwe themazone: Cyclone Bay (Spillikin Corners).
- 1992: Nieuwe attracties: Flashback (voormalig Z-Force in Six Flags Over Georgia) en Cyclone 500.
- 1993: Nieuwe attractie: Sierra Falls, nieuwe themazone: High Sierra Territory, Swiss Twist wordt hernoemd naar Sierra Twist, Z-Force en Reactor worden verwijderd, Time Warner verkoopt aan Six Flags themaparken.
- 1994: Nieuwe themazone: Gotham City Backlot (Backstreet), nieuwe attractie: Batman: The Ride, Himalaya wordt hernoemd naar ACME Atom Smasher, Turbo wordt hernoemd naar Gordon Gearworks, Eagles Flight-Galaxy Side wordt verwijderd.
- 1995: Het nieuw Hurricane Harbor waterpark opent de deuren.
- 1996: Nieuwe attractie: Dive Devil.
- 1997: Nieuwe attractie: Superman: Escape from Krypton, Hurricane Harbor breidt uit.
- 1998: Nieuwe themazone: The Movie District (Monterey Landing), nieuwe attractie: The Riddler's Revenge, Gordon Gearworks wordt hernoemd naar Grinder Gearworks.
- 1999: Nieuwe attractie: Canyon Blaster, Bugs Bunny World breidt uit, Sierra Falls wordt hernoemd naar Yosemite Sam Sierra Falls, Wile E, Coyote Coaster wordt opgeslagen, Circus Wheel (Trabant) wordt verwijderd, Jolly Roger wordt verplaatst naar Midway en hernoemd naar Circus Wheel.
- 2000: Nieuwe attractie: Goliath.
- 2001: Speedy Gonzales Mouse Racers wordt verwijderd; Goliath Jr. (voorheen Wile E. Coyote Coaster), nieuwe attracties: Déjà Vu, Thrill Shot, Jet Stream wordt hernoemd naar Arrowhead Splashdown, The Metro en Sky Tower worden gesloten, nieuwe attractie: Panda Express.
- 2002: Nieuwe attractie: X.
- 2003: Nieuwe attractie: Scream!, Flashback sluit.
- 2004: Nieuwe attractie: Tornado (Hurricane Harbor)

- 2005: Nieuwe show: Batman Begins stunt show, Circus Wheel, Freefall, Orient Express en Revolution sluiten.
- 2006: Nieuwe attracties: Tatsu, Paintball Alley shooting gallery, Arrowhead Splashdown wordt opnieuw hernoemd naar Jet Stream, nieuwe show: Chinese Acrobats of Hebei show, Revolution heropent de deuren, Sky Tower wordt ook heropend, Orient Express, Circus Wheel en Freefall heropenen ook, X wordt SBNO, Psyclone sluit de deuren, nieuw restaurant: Papa John's Pizza.
- 2007: X heropent de deuren, Psyclone wordt verwijderd, nieuwe attracties: Coldstone Limited, Johnny Rockets Express, Justice League Feast, Wii Experience en Cyclone 500 Go-Karts, Ninja wordt herschilderd.
- 2008: Nieuwe attractie: Thomas Town, Flashback wordt verwijderd, Freefall wordt verwijderd.
- 2009: Een nieuwe houten achtbaan gethematiseerd rond de film Terminator Salvation: The Future Begins wordt geopend[2]. De achtbaan krijgt als naam: Terminator Salvation: The Ride
- 2011: Nieuwe attractie: Little Flash, Terminator Salvation: The Ride wordt hernoemd naar Apocalypse
- 2013: Nieuwe attractie: Full Throttle
- 2015: Colossus heropent als Twisted Colossus.
- 2016: Revolution heropent als The New Revolution.
- 2017: Nieuwe attractie: Justice League: Battle for Metropolis
- 2018: Nieuwe attractie: CraZanity
- 2020: Nieuwe attractie: West Coast Racers
- 2022: Nieuwe attractie: Wonder Woman Flight of Courage

## Ongevallen
- Er waren in totaal 109 klachten door Magic Mountain bezoekers omwille van verschillende incidenten, dit volgens de Amusement Safety Organization.

### Colossus
- In 1978, 20-jarige Carolina Flores werd uit de Colossus geslingerd en stierf.

### Batman: The ride
- In 1995, was de 32-jarige Mitsel Dasto uit de Batman: The ride gevallen, de oorzaak was dat de riem niet was gecontroleerd.

### Revolution
- In 1996, parttime medewerkster Cherie LaMotte sterft wanneer ze de baan van Revolution oversteekt. Ze werd gegrepen door een trein vol passagiers en viel in een zone onder de achtbaan. Bij aankomst waren de bezoekers in shock.

### Goliath
- Op 2 juni 2001 sterft de 28-jarige Pearl Santos door een beroerte tijdens de rit op Goliath.

### Scream!
- Op 9 april 2004 stierf de 21-jarige medewerkster Bantita Rackchamroon na gegrepen te zijn door Scream toen ze de baan aan het controleren was voor de opening.

## Galerij

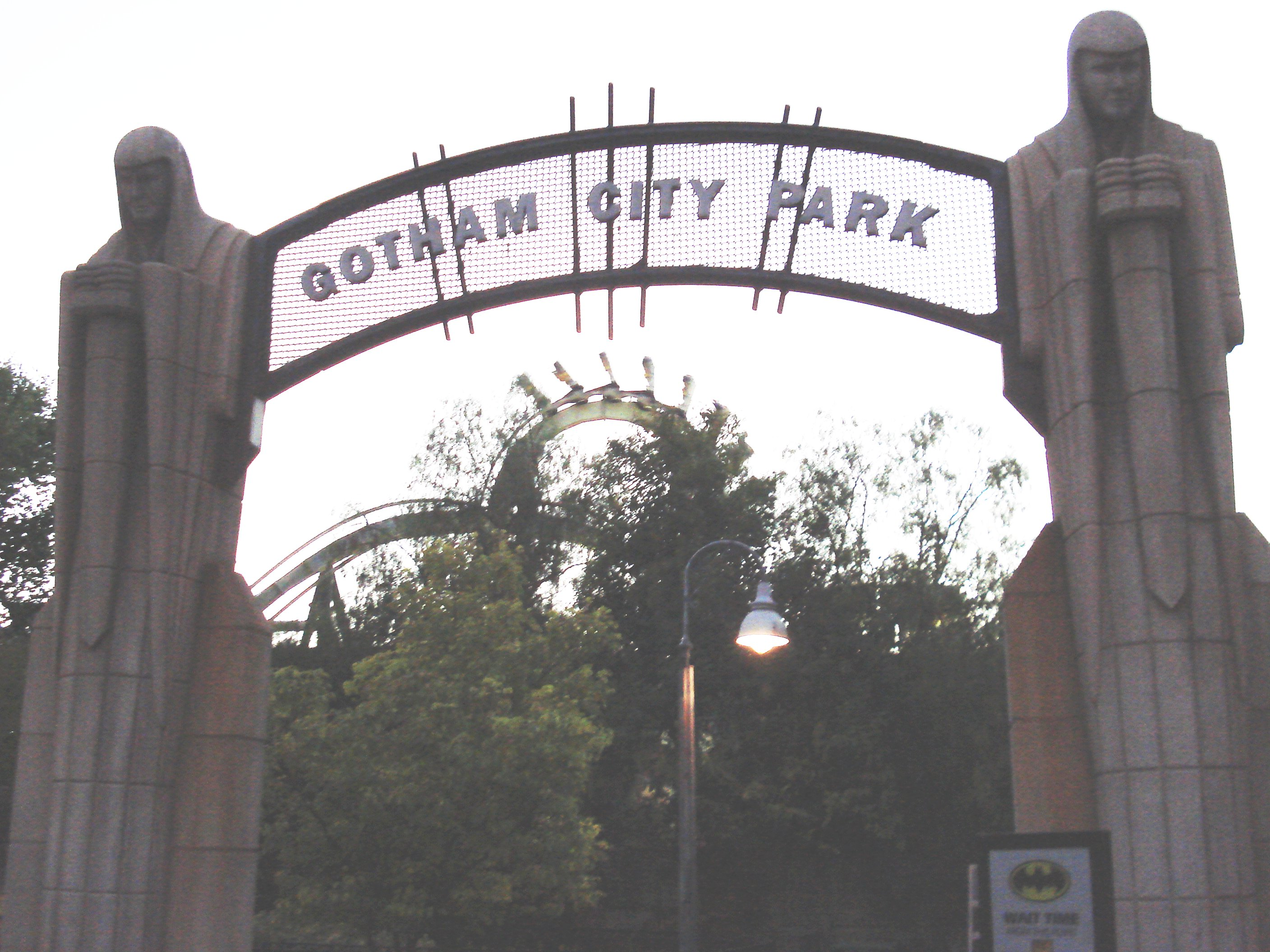
Batman: The Ride
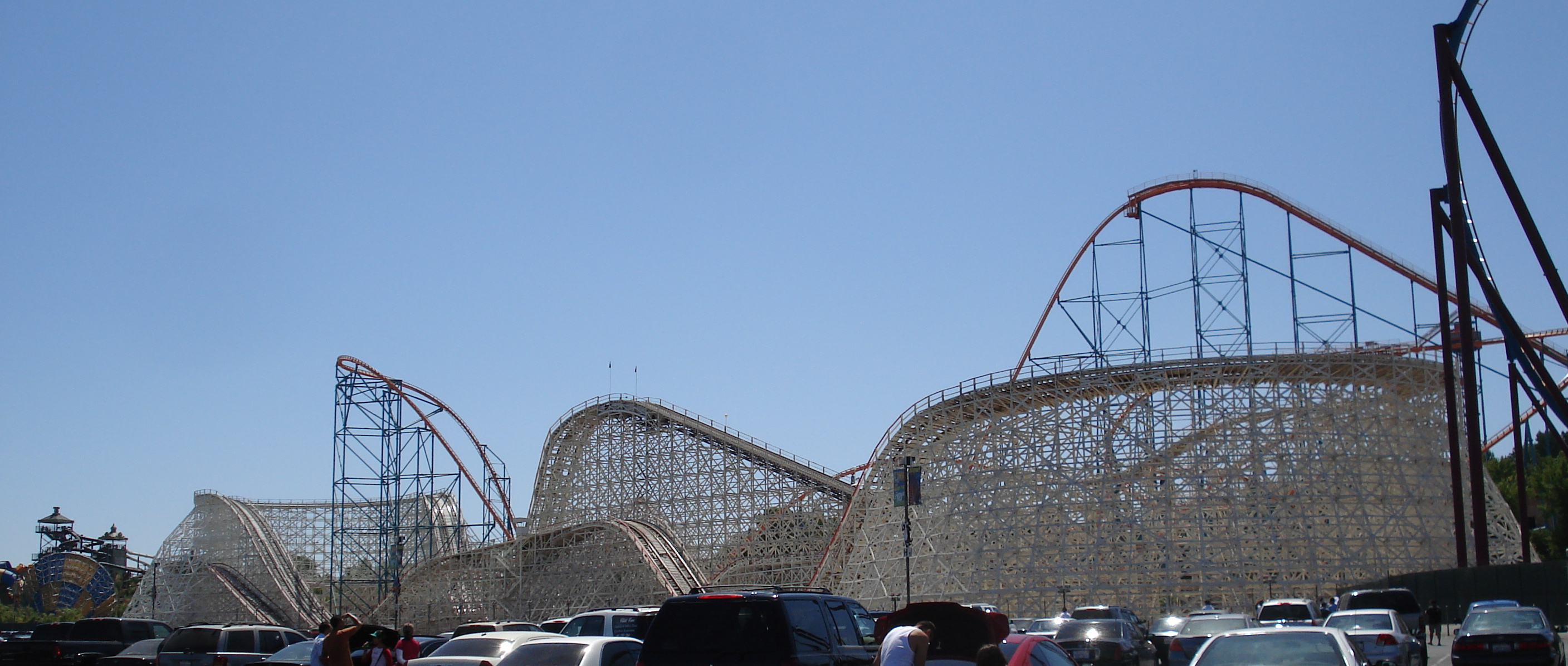
Colossus
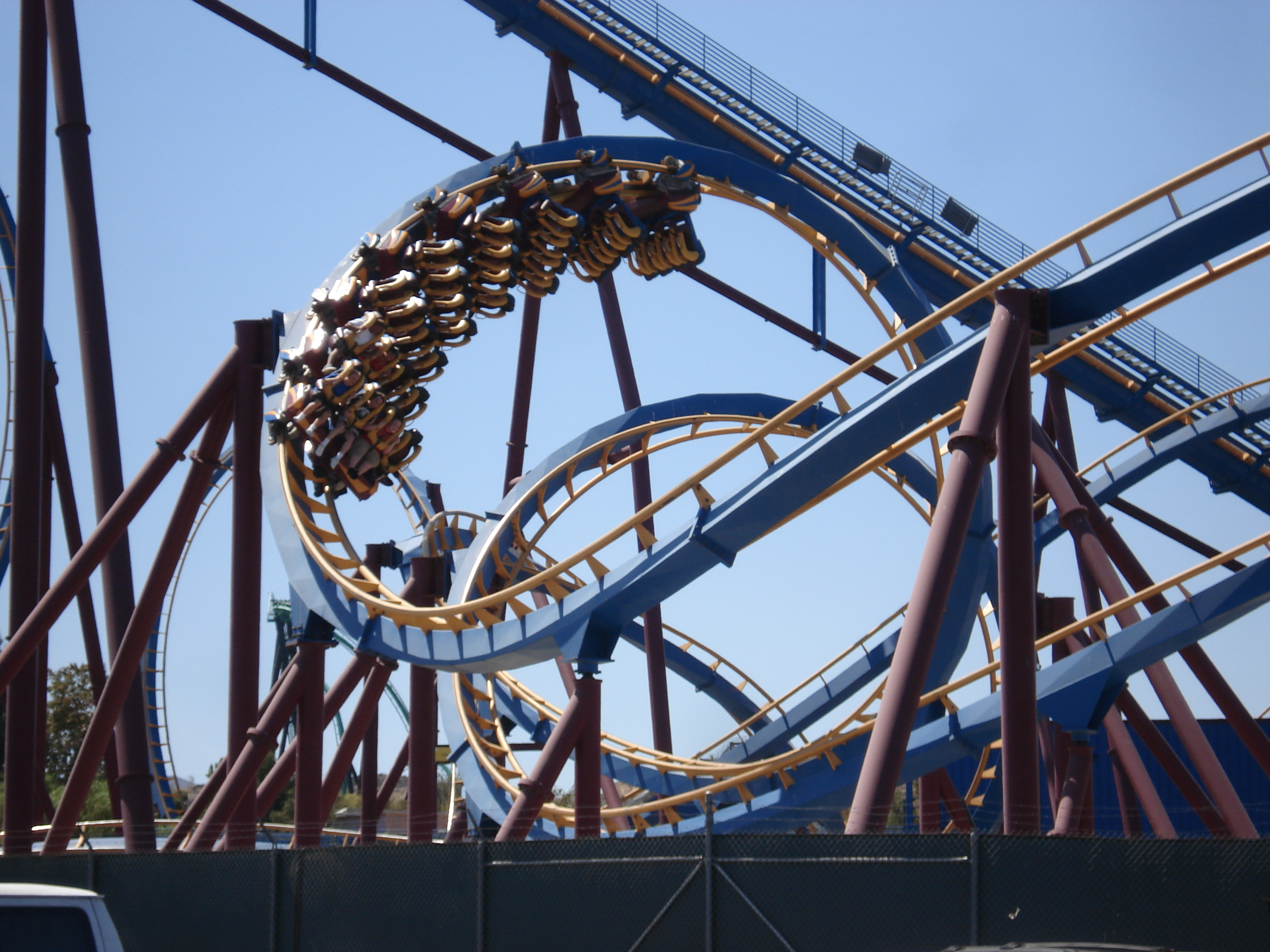
Scream!
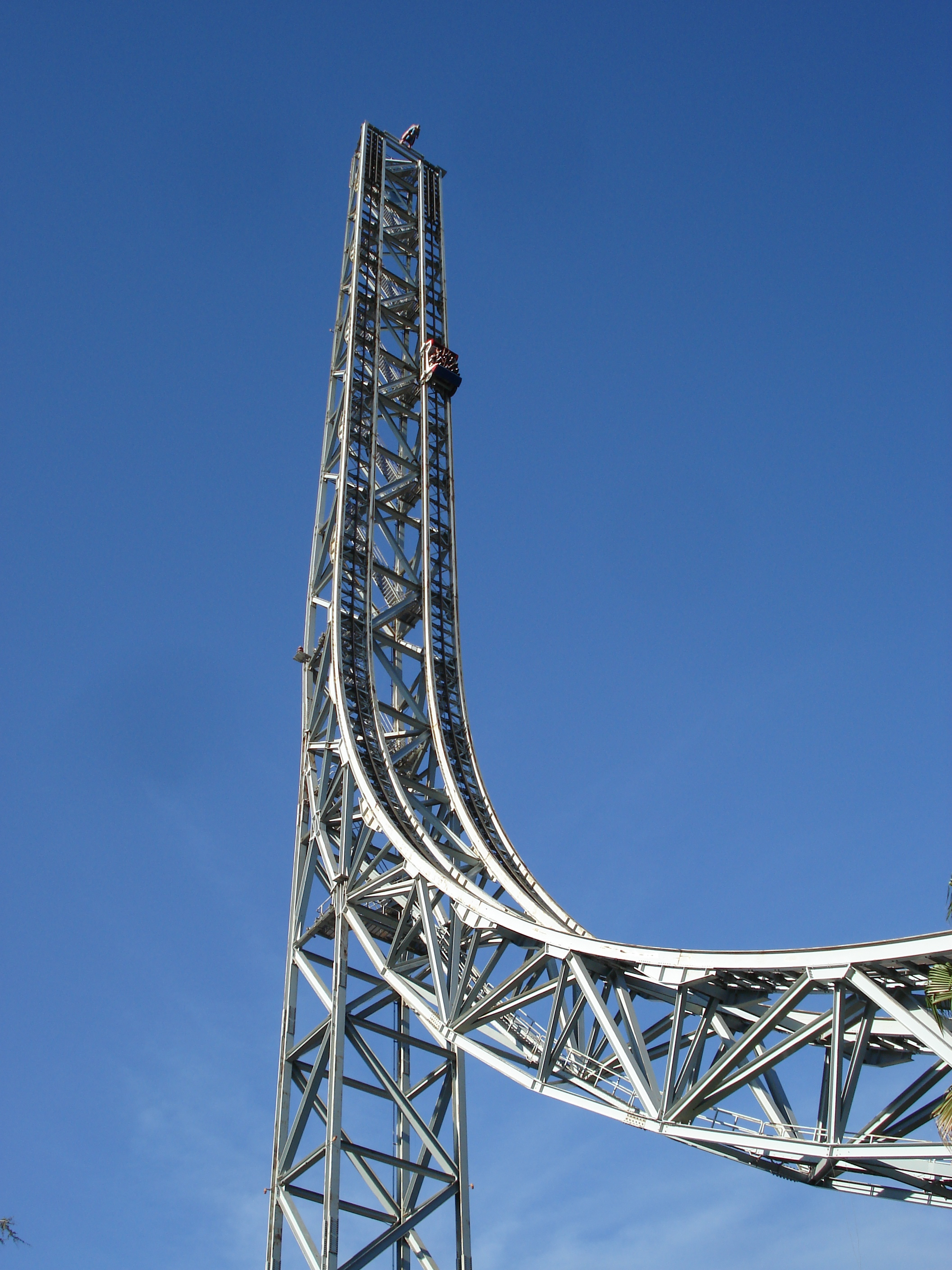
Superman: Escape from Krypton
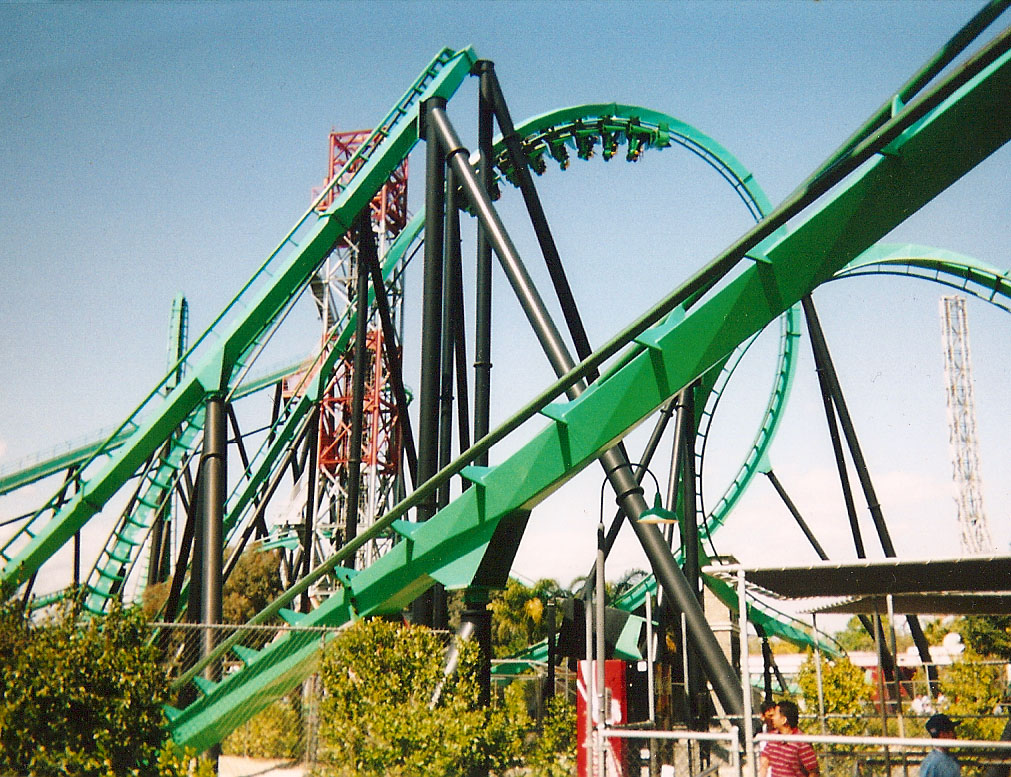
Riddler's Revenge